# Jill Culton
Pour les articles homonymes, voir Deblois.
Jill Culton est une réalisatrice et animatrice américaine.

## Filmographie

### Réalisatrice
- 2006 : Les Rebelles de la forêt, coréalisé avec Roger Allers et Anthony Sattchi
- 2006 : Boog & Elliot's Midnight Bun Run
- 2019 : Abominable, coréalisé avec Todd Wilderman

### Scénariste
- 2001 : Monstres et Cie, histoire originale avec Pete Docter, Ralph Eggleston et Jeff Pidgeon
- 2006 : Les Rebelles de la forêt, histoire originale avec Anthony Sattchi
- 2015 : Les Rebelles de la forêt 4, histoire originale
- 2019 : Abominable, scénario et histoire originale

### Animatrice
- 1993 : Le Voleur et le Cordonnier
- 1995 : Toy Story
- 1997 : Dany, le chat superstar
- 1999 : Toy Story 2

### Artiste de story-board
- 1997 : Dany, le chat superstar
- 1998 : 1 001 pattes
- 2001 : Monstres et Cie